# Route nationale 19 (Maroc)
Pour les articles homonymes, voir Route nationale 19.
La route nationale 19 ou N19 est une route qui relie Nador à Tendrara par Selouane, Hassi Berkane, Taourirt et Debdou.

## Tracé

### Tronçon Beni Ensar - Taourirt
La section entre Beni Ensar et Taourirt est longue de 123 km . Sur les 24 premiers kilomètres il a été transformé en une voie rapide (2x2). reliant les villes de Beni Ensar à Selouane.

#### Voie Express Beni Ensar - Selouane
- Beni Ensar

Port de Nador -  Ferry pour Alméria / Barcelone / Sète /   Melilla -   Ferry pour Alméria / Motril / Malaga
- Contournement de Nador
- : Nador
- : Intersection et début de la 610 : Ben Taïeb / Temsamane / Imzouren (Près d'Al Hoceïma)
- : Intersection avec la N16 : Al Hoceïma / Ras El Ma / Saïdia
- : Selouane
- Intersection et début du tronc commun de 4 km avec la N2 : Berkane / Ahfir / Oujda
- Intersection et fin du tronc commun de 4 km avec la N2 : Al Aroui / Driouch / Al Hoceïma

#### Passage en 2x1 voie
- Hassi Berkane
- Intersection et début de la 603 : Sidi Lahsen
- Intersection et début de la 512 : Saka
- Échangeur entre N19 et A2 : Oujda / Taza / Fès / Rabat
- Intersection et début du tronc commun de 5 km avec la N6 : Guercif / Taza / Fès
- Taourirt

### Tronçon Taourirt - Tendrara
Le tronçon entre Taourirt et Tendrara est long de 228 km. Il passe par la ville de Debdou. L'intégralité du tronçon est aménagé en 2x1 voie
- Taourirt
- Intersection et fin du tronc commun de 5 km avec la N6 : El Aïoun Sidi Mellouk / Oujda
- Debdou
- El Atef
- Intersection et début du tronc commun de 138 km avec la N4 : Outat El Haj / Boulemane / Séfrou / Fès
- Intersection et début de la 604 : Talssint
- Tendrara
- Intersection et fin du tronc commun de 138 km avec la N4 : Bouarfa / Figuig et intersection avec la N17 : Oujda / Bouarfa / Errachidia / Zagora marquant la fin de la N19
- Tendrara